# John Wick Chronicles
John Wick Chronicles — компьютерная игра для виртуальной реальности в жанре action, разработанная компанией Starbreeze Studios в сотрудничестве с Big Red Button Entertainment и Grab Games. Издателем выступила Starbreeze Studios. Игра была выпущена 9 февраля 2017 года для Windows с поддержкой шлема HTC Vive.

## Игровой процесс
John Wick Chronicles — рельсовый шутер от первого лица, в котором Джон Уик должен выполнять контракты отеля Континенталь, устраняя врагов и технику. Присутствует два режима на выбор: аркада и симулятор. Последний отличается повышенной сложностью.

## Отзывы критиков
| Сводный рейтинг    | Сводный рейтинг |
| Агрегатор          | Оценка          |
| ------------------ | --------------- |
| Metacritic         | 57/100          |
| Иноязычные издания |                 |
| Издание            | Оценка          |
| Hardcore Gamer     | 2,5/5           |
| Multiplayer.it     | 4/10            |
| UploadVR           | 6/10            |
| Road to VR         | 6/10            |
| Gaming Trend       | 75/100          |

Игра получила средние оценки от критиков, согласно сайту агрегации рецензий Metacritic.
Джейсон Бон с сайта Hardcore Gamer отметил, что игра является посредственным проектом, который не выполняет свою главную задачу: не способен угодить фанатам франшизы о Джоне Уике.
Критик Пьерпаоло Греко похвалил игру за реалистичное оружие, однако отметил, что завышенная стоимость игры перекрывает все её плюсы.